# COCOLULU
COCOLULU（ココルル）は、株式会社エクシブが展開していたレディースアパレルブランドである。COCOLULUスクエアでは、レディース以外にメンズ服や子供服も取り扱っていた。メンズのブランドはCOCOLULU MEN'S（ココルルメンズ）。大型ショッピングモールではCO&LUとして展開していた。

## 概要
- 1998年に創業。原色を多用した明るいカラーを特徴とし、アメカジを中心に流行も取り入れたアパレルを取り扱った。
- 渋谷109を中心に店舗を持ち、ギャルのカリスマブランドとして支持された。『egg』（ミリオン出版（当時）→大洋図書（2018年）→現 MRA）や『Ranzuki』（ぶんか社）などギャル系雑誌に掲載されることも多かった。
- 2003年から2004年ごろまで、お尻の部分に「COCOLULU」のロゴをプリントしたジーンズ（通称「ケツルル」）を販売していた。
- 2009年4月25日、渋谷109-2にメンズ専門店の「COCOLULU MEN'S（ココルルメンズ）」がオープン。（2012年2月12日に閉店[2]。）
- 2010年より、イメージキャラクターとしてアイドル・歌手の小川真奈を起用。同事務所所属の岡田ロビン翔子、橋口恵莉奈、とっきーでCOCOCREWを結成、「COCOCREW feat.小川真奈」として「COCOLULU SONG」を発表。MV他を収録したDVDを、COCOLULUの商品を5000円以上購入した人に無料で配布した。
- 2016年1月31日に渋谷109店が閉店[3]。オフィシャルサイトも同年3月に閉鎖。

## 関連雑誌
- egg（大洋図書）
- Ranzuki（ぶんか社）
- Popteen（角川春樹事務所）
- SEVENTEEN （集英社）
- Hana*chu→（主婦の友社）
- cawaii!（主婦の友社）